# Husesyn
För andra betydelser, se Syn (olika betydelser).

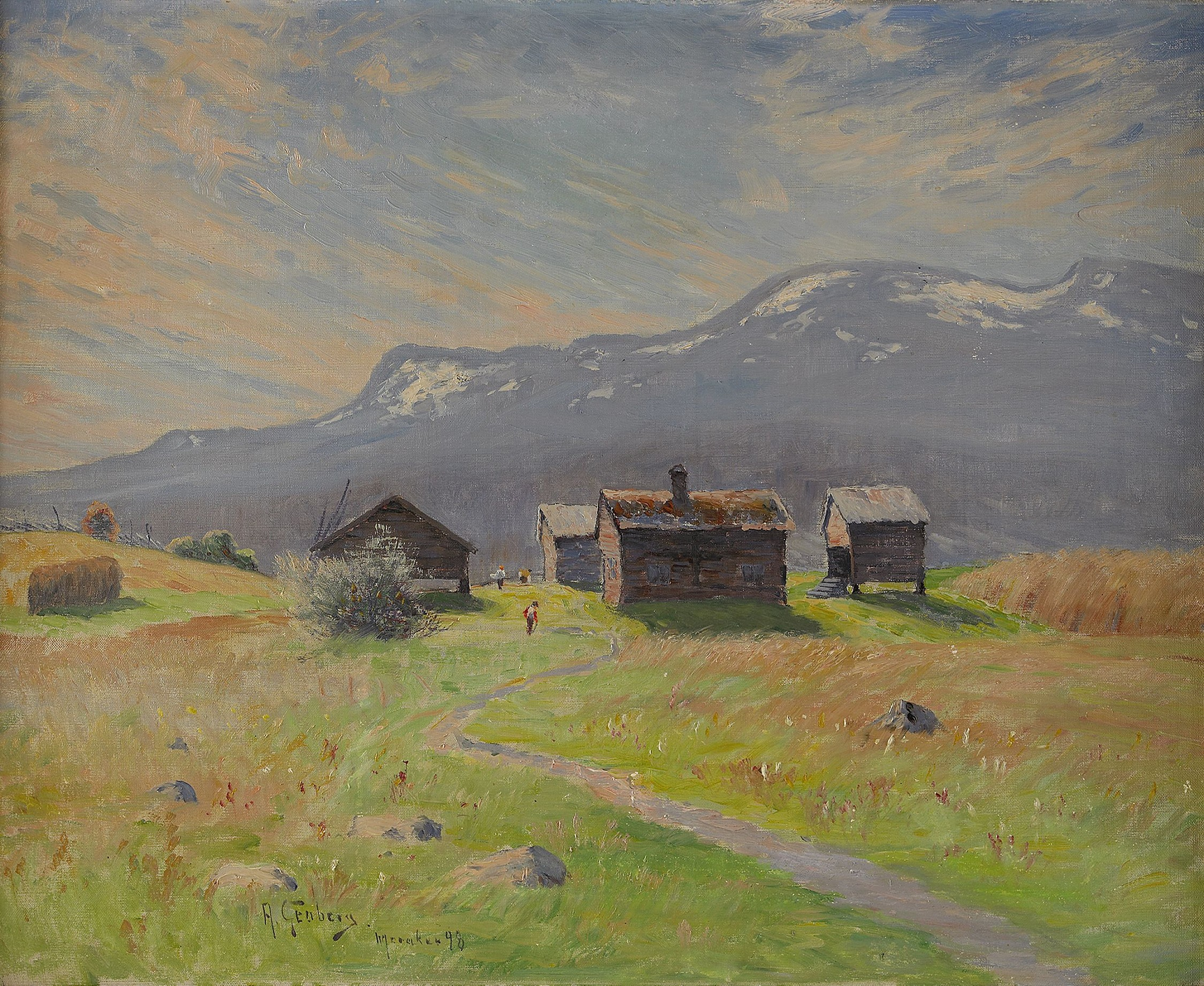
Vid husesyn skulle såväl byggnader som mark besiktigs av jordägaren, så att landbon underhöll godset.
Norrländsk fäbovall av Anton Genberg.

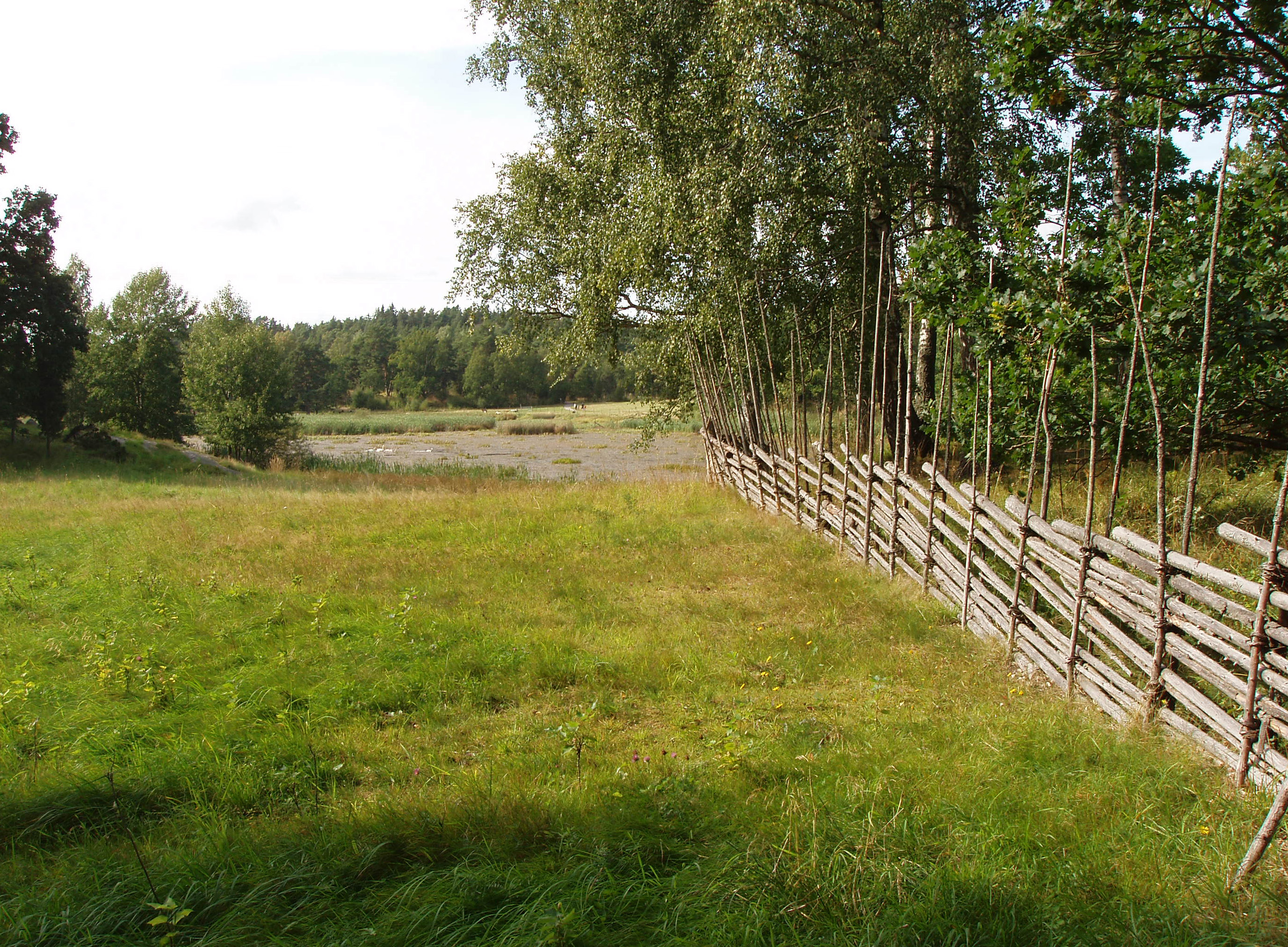
Karl XI:s husesynsordning med flera lagar, reglerade hur hemman skulle skötas, förvaltas och tillbyggas, allt från hur stora stugorna skulle byggas till hur lång en gärdsgård skulle vara.

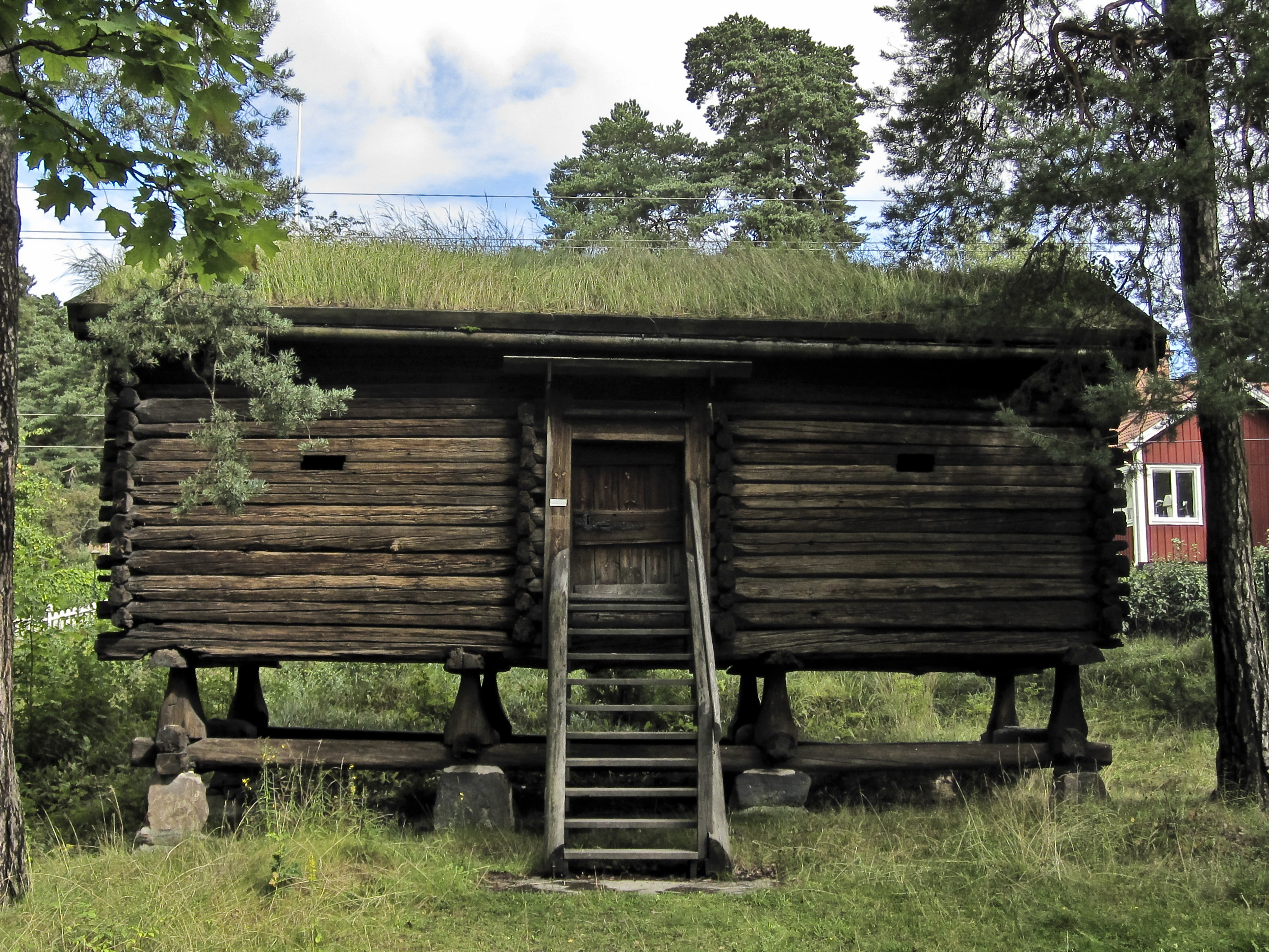
Laga hus, enligt husesynsordningen, var till exempel visthus.

Husesyn var en rättslig åtgärd med bindande verkan i Sverige som enskilda eller allmänna jordägare hade att företa mot marken och byggnaderna som landbor besatt.
Åtgärden, som är känd sedan medeltiden, fastslogs i särskilda husesynsordningar av Kungl. Maj:t och infördes i 1734 års lag.
Besiktningar av fastigheter kallas alltjämt husesyn, fastän dessa inte längre räknas som rättsliga akter. Medan husesyn gällde gods som brukades av annan än ägare, var synerätt en domstol som gällde nyttjanderätt till mark eller gränstvister mellan hemman.
I dagligt tal är husesyn något som en boende erbjuder en ny gäst för att visa sitt boende. På engelska förekommer det bredare begreppet "nickel tour" som inte är begränsat till en visning av ett hem, men som kan användas i det avseendet.

## Definition
Alla de som brukade annans jord hade vissa i lag stadgade skyldigheter i avseende på ägornas skötsel samt husens underhåll och nybyggande, på samma sätt som lägenhetsinnehavare har vissa skyldigheter gentemot fastighetsägaren. Den åtgärd varigenom ägaren till en jordegendom eller bostadslägenhet hade med rättslig verkan undersökt hur brukaren av jordegendomen eller innehavaren av bostadslägenheten fullgjort sina skyldigheter i avseende på denna kallas husesyn eller endast syn, ibland också laga syn med avseende på åtgärdens ovannämnda verkan. 

## Historik
Sedan landbos skyldighet att bygga blivit allmänt stadgad under 1400-talet, blev husesyn, som ett sätt att utröna om landborna fullgjort sina skyldigheter, bestämd genom Växjö stadga 1514 och i mandatet från 15 april 1541. Detta angick dock endast skattebönder och kronans landbönder. Den första fullständiga husesynsordningen (den anges vara från 1590) omtalar även husesyner, men endast för kronans landbor och skattebönder, samt på prästgårdar, på vilka byggnadsskyldigheten där närmare bestämmes. 
I Karl XI:s husesynsordning från 18 juli 1681 förekommer husesyner stadgade inte bara för brukare av skattejord eller kronans landbönder, utan även för frälsebönder. En fullständig ordning för hållandet av husesyn finns angiven i kungliga reglementet 1696. Detta reglemente gällde dock bara officersboställen. Från denna författning liksom från 1681 års husesynsordning är de stadganden som i detta ämne finns införda i 1734 års lag, hämtade. Rätten till husesyn förekom långt in på 1900-talet för frälsehemman, men då hade den adliga jordägaren nämndemän med sig på synerna. Fastän husesynsordningen förlorade sitt lagrum, fortsatte i realiteten allmänt bruket att hemmansägaren förrättade husesyner även på skattehemman. Inspektioner av statlig mark och andra offentliga inrättningar har nu andra lagrum. 
På kronans och andra offentliga inrättningar förrättades husesyn, dels av häradshövding, t.ex. på kyrkoherdeboställen, dels av kronofogde eller länsman, till exempel på allmänna kronohemman, samt av magistrat i stad och av kronofogden på landet på alla statsegendomar som löd under Domänstyrelsens förvaltning. Såväl häradshövdingen som kronofogden och länsmannen biträddes av två nämndemän eller högst halv nämnd. I bostadsrum och lägenheter som tillhörde kronans slott och hus och Överintendentsämbetets tillsyn anställes syn av rådhusrätten i staden och av häradsrätten på landet. Enligt ändamålet med synen undersökes i vilket skick husen befinner sig, men var jordbruk förenat med bostället sträckte sig synen även till ägorna. Allt det som förekom vid synen upptogs i ett protokoll, kallat husesynsinstrument.
Utom själva synemännen och de, vilkas rättsförhållanden synen omedelbart rörde, skulle även ombud till bevakande av det allmännas rätt vara närvarande. Så skulle i alla husesynsmål, som angick kronans rätt, kronoombud vara närvarande, vid syner på kyrkoherdeboställen ombud från församlingen och domkapitlet o.s.v. 
Husesynen var en fullkomligt legal akt, vilken med bindande verkan fastställde förhållandet mellan brukare och jordägare eller emellan av- och tillträdare i avseende på de ämnen den angick. Det slut, vartill synerätten kommit vid husesynen, benämnes också utslag och betraktas lika som varje annan av en domstol företagen handling, varigenom ett rättsförhållande ordnas. Husesyner blev därför överklagade på samma sätt som andra domar, klagan fördes över underrätts utslag hos vederbörande hovrätt, vanligen i den form för klagomål som kallas besvär. Hade synen hållits av kronofogde eller av nämndemän på enskild jordägares vägnar eller av magistrat eller av kronofogde på statsegendom, stående under domänstyrelsens förvaltning, överklagades synen emellertid hos underrätt. 
Husesyn hölls vanligen då en gård bytte brukare. På allmänna kronohemman, och med dem likställda kronans egendomar, skulle dock husesyn hållas vart tredje år. Enskild jordägare kunde med sin landbo hålla husesyn, när han fann det för gott och på de under domänstyrelsen ställda statsegendomar kunde syn hållas när nämnda styrelse eller Kungl. Maj:ts befallningshavande ansåg sådant behövligt.